# RAF Nicosia
Royal Air Force Station Nicosia ou RAF Nicosia est une base de la Royal Air Force (RAF) sur l'île de Chypre, construite dans les années 1930. La base a servi de quartier général des Forces britanniques de Chypre du 8 juin au 29 juillet 1941.
L'aéroport principal d'origine de Chypre, l'aéroport international de Nicosie, fut construit sur le site de la base de la RAF. L'aviation civile et militaire de l'île opérait à partir du site, jusqu'à sa fermeture en 1966.
L'invasion turque de Chypre en 1974 a entraîné l'arrêt des opérations commerciales depuis l'aéroport, bien que le site appartienne toujours au ministère de la Défense britannique, mais est contrôlé par la Force de maintien de la paix des Nations Unies à Chypre et utilisé comme base pour les hélicoptères de patrouille des Nations unies pour le maintien de la paix.